# أ. دينيسي بيرد
أ. دينيسي بيرد (بالإنجليزية: A. Dean Byrd)‏ هو عالم نفس أمريكي، ولد في 22 سبتمبر 1948 في الولايات المتحدة، وتوفي في 4 أبريل 2012.